# Théâtre des Pénitents
Le Théâtre des Pénitents est le théâtre de la ville de Montbrison dans la Loire, d'une capacité de 230 places assises.
Il est labellisé « Scène régionale » depuis 2009 (Rhône-Alpes puis Auvergne-Rhône-Alpes) et « Scène départementale », et fait partie du réseau Fédéchanson (d) .
Le théâtre est également utilisé comme salle de concert en configuration 300 places.
Il est construit dans l'enceinte de l'ancienne chapelle des Pénitents du Confalon inscrite aux monuments historiques depuis 1946. La façade aurait été conçue par l'architecte Jacques-Germain Soufflot. Une rénovation a été réalisée en 2003
Henri Dalem est le directeur depuis le 2 janvier 2017 en remplacement de Dominique Camard.
Depuis le 1er juillet 2023, Mohamed Naitl'Khadir est le nouveau directeur du théâtre des Pénitents.

## Saison
La saison se déroule d’octobre à juin et est marquée par deux temps forts et un festival.
Montbrison fait son cirque a lieu en décembre, le Festival Poly'Sons en janvier-février et Jazz à Montbrison en mars.
Le festival Poly'Sons existe depuis 2003 et met à l'affiche des artistes reconnus ou émergents de la chanson française.
Le Tremplin des Poly'sons met en avant de nouveaux artistes et musiciens d'expression francophone. Les lauréats sont en 2018 Baptiste Dupré, en 2019 Tom Bird. En 2020, la lauréate du Prix du Jury et du Prix du Public est Louise Combier, chanteuse qui participe également cette même année à l'émission télévisée The Voice,. En 2021 Karine Daviet puis en 2022 Tachka remportent le 1er prix. Il est remplacé partir de 2023 par Chantons dans la Loire, un dispositif à destination de jeunes talents de création d'un spectacle avec un artiste parrain.